# Список керівників держав 887 року
Список керівників держав 887 року — це перелік правителів країн світу 887 року.
Список керівників держав 886 року — 887 рік — Список керівників держав 888 року — Список керівників держав за роками

## Європа
- Абхазьке царство — Адарнасе Шавліані (873—887); Баграт I (887-894)
- Англія:
  - Королівство Східна Англія — суб-король під скандинавами Ґутрум (880—890)
  - Вессекс — Альфред I Великий (871—899)
  - Гвікке — до 994 немає даних.
  - Конволл — Елуід ап Ферферден (880—890)
  - Королівство Йорвік — Гутфріт I (883—895)
  - Мерсія — Етельред II — елдормен у 884—911 роках
  - Королівство Нортумбрія — Еґберт II (876—878/888); елдормени Берніції. Першим з них був Едвульф II (887-913)
- Королівство Астурія — Альфонсо III Великий (866—910)
- Перше Болгарське царство — Борис I (852—889)
- Волзька Болгарія — Батир-Мумін (882—895)
- Вельс:
  - Брихейніог — Теудр ап Елісед (885 — бл. 890)
  - Королівство Гвент — Брохфел ап Меуріг (880—920)
  - Королівство Гвінед — Анарауд ап Родрі (878—916)
  - Дівед — Хіфаїд ап Бледріг (878—893)
  - Морганнуг — Овейн I (886—930)
  - Королівство Повіс — Мерфін ап Родрі (878—900)
  - Сейсіллуг — Каделл ап Родрі (871/872-909)
- Венеційська республіка — дож Джованні II Партичипаціо (881—887); П'єтро I Кандьяно (887); П'єтро Трібуно (887-912)
- Візантійська імперія — Лев VI Мудрий (886—912)
  - Неаполітанське герцогство — Афанасій (877/878-898)
- Вірменія — Ашот I Великий (885—890)
- конунґ данів — Сіґфред і Гальфдан (871—877/891)
- Ірландія — верховний король Фланн Сінна (879—916)
  - Айлех — Мурхад мак Маеле Дуїн (879—887); Флайхбертах мак Мурхадо (887-896)
  - Айргіалла — до 900 невідомо
  - Дублін (королівство) — Сіхфріх мак Імайр (881—888)
  - Коннахт — Айд МакМугрон (882—888)
  - Ленстер — Кербалл мак Муйрекан (885—909)
  - Король Міде — Фланн Сінна (877—916)
  - Мунстер — Дункан I мак Дуйб-да-Байренн (872—888)
  - Улад — Бекк мак Айремойн (886—893)
    - Конайлле Муйрхемне — Кіблехан мак Майл Брігте (878—890)
    - Ві Ехах Кобо — до 896 невідомо
- Кахетія — Падла I (881—893)
- Італія:
- Король Італії — Карл III Товстий (879—887)
  - Князівство Капуанське — Ланденульф I (885—887); Атенульф I (887-910)
  - Князівство Беневентське — Аюльф II (884—891)
  - Герцогство Гаета — Доцибіл I (866—906)
  - Салернське князівство — Гваймар I (880—901)
  - Сполетське герцогство — Гі III (883—894)
  - Герцогство Фріульське — Беренгар I (874—890)
- Коїмбрське графство — Ерменегільдо Гутьєррес (878—920)
- Критський емірат — Умар II (880—895)
- Королівство Наварра — Фортун I (882—905)
- Кордовський емірат — Аль-Мунзір (886—888)
- Німеччина:
  - Герцогство Баварія — Карл III Товстий (882—887); Арнульф Каринтійський (887-899)
  - Архієпископ Зальцбургу — Дітмар I (874—907)
  - Герцогство Саксонія — Оттон (880—912)
- Король Норвегії — Гаральд I Прекрасноволосий (872—930)
- Графство Португалія — Лусідіо Вімаранеш (873—922)
- Велика Моравія — князь Святополк (871—894)
- Україна — Київський князь — Олег Віщий (882—912)
- Західне Франкське королівство — Карл ІІІ Товстий (884—887)
- Східне Франкське королівство — Карл III Товстий (882—887); Арнульф Каринтійський (887-899)
  - Графство Арагон — Аснар II Галіндес (867—893)
  - Герцогство Аквітанія — Рамнульф II (887-890)
  - Архграф Верхньої Бургундії — Родфруа (870—895)
  - Герцогство Васконія — герцог Санш III Мітарра (864—893)
  - Бретонське королівство — претенденти Ален Великий, граф Ванна та Юдикаель, князь Поеру (876—888).
  - Графство Керсі — Ед (872—898)
  - Графство Мен — Роже (886—893)
  - Графство Тулуза — Ед (877—918/919)
  - Урхельське графство — Вільфред Волохатий (870—897)
  - Фландрія — Балдуїн II (879—918)
- Хозарський каганат —Манасія II (868/870-890)
- Хорватія — Бранимир (879—892)
- Чехія — князь Боривой I (870/872 — не пізніше 894)
- Швеція — Рінґ Ерікссон (855/882-910)
- Шотландія:
  - Король Шотландії — Йокейд (878—889)
  - Стратклайд — Йокейд (878—889)
- Святий Престол; Папська держава — папа римський Стефан V (885—891)
- Вселенський патріарх — Стефан I (886—893)
  - Тбіліський емірат — Джафар I (882—914)

## Азія
- Близький Схід:
  - Багдадський халіфат — Ахмад аль-Мутамід (870—892)
    - Алавіди — Мохаммад ібн-Зейд (883—900)
    - Дербентський емірат — Мухаммед I (885—915)
    - Зіядіди — Ібрагім ібн Мухаммед (859—902)
    - Держава Ширваншахів — Мухаммад I (880—912)
    - Яфуриди — Мухаммед бін Яфур (872—892)
- Індія:
  - Західні Ганги — Рачамалла II (870—907)
  - Гуджара-Пратіхари — Махендрапала I (885—910)
  - Камарупа — Т'ягасімха (880—900)
  - самраат Кашмірської держави (Династія Утпала) — Шанкараварман (883—902)
  - Імперія Пала — Нараянпала (873—927)
  - Династія Паллавів — Апараджітхаварман (880—897)
  - Держава Пандья — Парантака Віранараяна (880—900)
  - Раджарата — раджа Сена II (866—901)
  - Раштракути — Крішна II (878—914)
  - Династія Тхакурі — Джаядева III (? — ?)
  - Саканбарі — нріпа Говіндараджа II (863—890)
  - Східні Чалук'ї — Віджаядітья III (849—892)
  - Чандела — володар Даджхауті Рахіла (885—905)
- 1-й магараджа держави Чеді й Дагали — Коккала I (850—890)
  - Чола — Адітья I (871—907)
  - Династія Шахі (Кабулшахи, Індошахи) — Лаллія (850—895)
- Індонезія:
  - Матарам — Лакапала (856—880/890)
  - Сунда (819—891)
  - Шривіджая — до 960 невідомо
- Середня Азія:
  - Киргизький каганат — імена правителів невідомі. Поступовий розпад до 924 р.
- Китай:
  - Династія Тан — Сі-цзун (873—888)
    - Iдикут Кучі — до 940 правителі невідомі
- Тибет:
  - володар Західнотибетського царства — Одсрун (842—893)
- Наньчжао — Мен Луншунь (877—897)
- Корея:
  - Об'єднана Сілла — ісагим (король) Чонган (886—887); Чинсон (887-897)
  - Пархе — тійо Кьон (871—895)
- Паган — король Таннет (876—894)
- Персія:
  - Саффариди — Амр ібн аль-Лейс (879—901)
- Кхмерська імперія — Індраварман I (877—889)
- Японія — Імператор Коко (884—887); Імператор Уда (887—897)

## Африка
- Аксумське царство — невідомий цар (857—897)
- Аббасиди — Ахмад аль-Мутамід (870—892)
  - Берегвати — Юнус ібн Іл'яс (842—888)
  - Некор (емірат) — Саїд II ібн Саліх (864—916)
- Ідрісиди — Ях'я III ібн Аль-Касем (883—904)
- Макурія — Георгіос I (854/856-920)
- Мідрариди — Яса ібн Мідрар (883—909)
- Рустаміди — Абу'л Якзан Мухаммед ібн Афлах (874—894)
- Тулуніди — Хумаравейх ібн-Ахмед (884—896)